# Sphaerolejeunea umbilicata
Sphaerolejeunea umbilicata là một loài rêu tản thuộc họ Lejeuneaceae. Đây là loài đặc hữu của Colombia. Môi trường sống tự nhiên của chúng là rừng ẩm vùng đất thấp nhiệt đới hoặc cận nhiệt đới.